# Grewia gamblei
Grewia gamblei är en malvaväxtart som beskrevs av J. R. Drummond. Grewia gamblei ingår i släktet Grewia och familjen malvaväxter. Inga underarter finns listade i Catalogue of Life.